# ソユーズU
ソユーズU（ロシア語: Союз-У、英語: Soyuz-U）ロケットは、世界初の大陸間弾道ミサイルR-7 セミョールカを原型とするソユーズロケットシリーズの一つ。TsSKB設計局で開発され、ロシアのサマーラのプログレスの工場で生産されていた（両社は統合して後にTsSKB-プログレスとなっている）。
ソユーズUの最初の打ち上げは1973年5月18日に行われ、ゼニット衛星をコスモス559号として軌道へ投入した。ソユーズUは初期のソユーズの派生型やボスホートロケットを置き換えた。それまでは有人用と無人用に別々の型のロケットを用意していたが、ソユーズUの登場によりその必要が無くなった。末期にはロシア連邦宇宙局によって国際宇宙ステーション (ISS) へのプログレス補給船の打ち上げに年間数機が使用されていた。
プログレス補給船以外の衛星打上げに使われたソユーズUロケットは、2014年4月16日のEgyptSat-2の打ち上げが最後となった。2017年2月22日のバイコヌール宇宙基地ガガーリン発射台からのプログレスMS-05の打ち上げが最終飛行となり、43年786回、成功率97.3%の打ち上げ記録を残して幕を引いて、ソユーズ2.1aに置き換えられた。

## 派生型
ソユーズU/イカールは派生型の一つで、2段式の基本型の上にTsSKB-プログレスが生産するイカールを追加し3段式としたものである。イカールはソユーズUの積載量を増やし、高度250kmから1400kmの軌道に750から3920kgの貨物を運べる。
同様の派生型としてソユーズU/フレガートがある。こちらはイカールの代わりに、ヒムキにあるラヴォーチキンが生産するフレガートを3段目に使用する。フレガートの性能はイカールよりも高いが、イカールの方が小回りが利いて長期間自立的に運用できる。
ソユーズUを別の方向に発展させたものとしてソユーズU2ロケットがある。基本的にはソユーズUと同じだが、1段目の燃料として通常のケロシンの代わりにより高エネルギーの合成ケロシンであるSyntinを使用し、性能を向上させている。1996年にSyntinの生産が終了して間もなく、この派生型は運用を終了した。
ソユーズUは完全に新しい1段目を使用したソユーズFGロケットの開発の原型となった。後にはさらにソユーズ2ロケットが誕生した。最終的にソユーズUとソユーズFGは、共にソユーズ2へと置き換えられた。

## 有人飛行
ソユーズUの初の有人飛行は1974年12月2日のアポロ・ソユーズテスト計画(ASTP)の準備としてのソユーズ16号の打ち上げだった。ASTPの一環としてアポロ宇宙船にドッキングしたソユーズ19号も同様にソユーズUによって打ち上げられた。
1976年7月6日にソユーズ21号は2名の乗員をサリュート5号宇宙ステーションに運んだ。その後の多くの宇宙ステーションの乗員がソユーズUによって打ち上げられた。ソユーズUを使用した最後の有人任務は国際宇宙ステーションへのソユーズTM-34の乗員輸送飛行だった。以降の有人飛行には改良型のソユーズFGが使用されるようになった。